# Marek Szufa

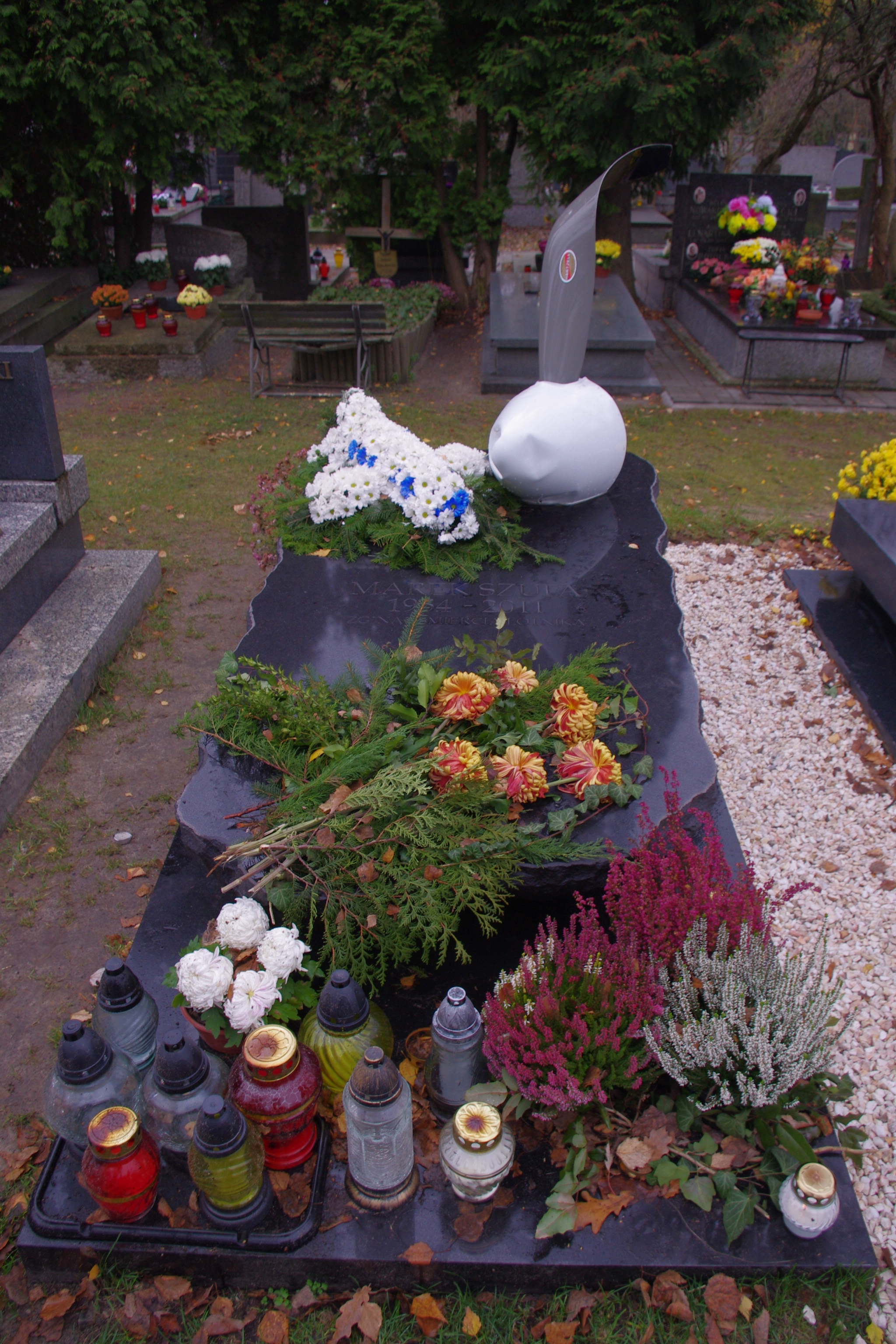
Grób pilota Marka Szufy na Cmentarzu Wojskowym na Powązkach w Warszawie

Marek Franciszek Szufa (ur. 7 lutego 1954 w Namysłowie, zm. 18 czerwca 2011 w Płocku) – polski pilot samolotowy i szybownik.

## Życiorys
Był kapitanem Polskich Linii Lotniczych LOT, w których pracował od 1979 r., latając na różnego typu samolotach, w tym na Boeingach 767. Na swoim koncie miał ponad 20 tysięcy godzin spędzonych za sterami samolotów.
Największe sukcesy sportowe osiągnął w szybowcowej akrobacji, był drugim wicemistrzem świata i wieloletnim członkiem kadry narodowej. Był również wielokrotnym wicemistrzem Polski w akrobacji samolotowej oraz wielokrotnym mistrzem Polski w modelarstwie lotniczym, w klasie F4G. W Radomiu w 2006 r. był kierownikiem  międzynarodowych zawodów akrobacji samolotowej, Advanced World Aerobatic Championships odbywających się pod patronatem FAI.
W 2008 r. w czasie XX Mistrzostw Świata Modeli Redukcyjnych Samolotów we Włocławku był członkiem międzynarodowego Jury.
Zginął tragicznie 18 czerwca 2011 r. podczas V Płockiego Pikniku Lotniczego. Jego samolot, Christen Eagle II (nr rej.: N54CE), po wykonaniu kilku figur akrobacyjnych na niskiej wysokości, rozbił się na Wiśle, uderzając w lustro wody. Marek Szufa został wydobyty z wraku, i przewieziono go do szpitala, gdzie o 19:20 stwierdzono zgon. Jak wykazała sekcja zwłok śmierć nastąpiła po uderzeniu w wodę.
Pogrzeb odbył się z ceremoniałem wojskowym 1 lipca 2011 r. Msza św. odprawiona została w katedrze polowej Wojska Polskiego w Warszawie. Kpt. Marek Szufa został pochowany na Cmentarzu Wojskowym na Powązkach (kwatera GIII-tuje-17).

## Odznaczenia
- Krzyż Oficerski Orderu Odrodzenia Polski – 2011, pośmiertnie[8][9]
- Krzyż Kawalerski Orderu Odrodzenia Polski – 2001[10]

## Upamiętnienie
- Ogólnopolskie Zawody do Pucharu Polski Latających Makiet Samolotów – Memoriał Marka Szufy, organizowane od 2012 roku przez Sekcję Modelarską Aeroklubu Warszawskiego